# Ilia (gmina)
Ilia – dawna gmina wiejska istniejąca do 1945 roku w woj. nowogródzkim/Ziemi Wileńskiej/woj. wileńskim (obecnie na Białorusi). Siedzibą gminy było miasteczko Ilia (1457 mieszk. w 1921 roku).
Na samym początku okresu międzywojennego gmina Ilia należała do powiatu wilejskiego w woj. nowogródzkim. 13 kwietnia 1922 roku gmina wraz z całym powiatem wilejskim została przyłączona do objętej władzą polską Ziemi Wileńskiej, przekształconej 20 stycznia 1926 roku w województwo wileńskie.
Po wojnie obszar gminy Ilia wszedł w struktury administracyjne Związku Radzieckiego.

## Demografia
Według Powszechnego Spisu Ludności z 1921 roku gminę zamieszkiwało 5245 osób, 932 było wyznania rzymskokatolickiego, 3649 prawosławnego, 17 ewangelickiego, 47 staroobrzędowego, 591 mojżeszowego a 9 mahometańskiego. Jednocześnie 1879 mieszkańców zadeklarowało polską, 2866 białoruska, 456 żydowską, 26 rosyjską, 2 tatarską, 4 estońską, 1 ukraińską, 1 czeską a 10 łotewską przynależność narodową. Były tu 774 budynki mieszkalne.